# Morgongiori
Morgongiori é uma comuna italiana da região da Sardenha, província de Oristano, com cerca de 891 habitantes. Estende-se por uma área de 45 km², tendo uma densidade populacional de 20 hab/km². Faz fronteira com Ales, Curcuris, Marrubiu, Masullas, Pompu, Santa Giusta, Siris, Uras.